# Bereavement
Pour plus de détails, voir Fiche technique et Distribution.
Bereavement  est un film américain réalisé par Stevan Mena sorti en 2010. Il s'agit d'un thriller horrifique.

## Fiche technique
- Titre original : Bereavement
- Réalisation : Stevan Mena
- Scénario : Stevan Mena
- Photographie : Marco Cappetta
- Musique : Stevan Mena
- Costumes : Charlotte Kruse
- Montage : Stevan Mena
- Décors : Allan Harris / John Earl / Roy Walker
- Effets spéciaux : Jeffrey Cox / Jeramy Cruise / Greg Kochan
- Direction artistique : Michael Crenshaw
- Producteur : Stevan Mena
- Production : Aurilla Arts Production / Crimson Films
- Distributeurs : Crimson Films / Anchor Bay Entertainment / Noory Pictures / Sony Pictures Home Entertainment et Universum Films
- Pays d'origine : États-Unis
- Genre cinématographique : Thriller horrifique
- Durée : 103 minutes
- Film interdit aux moins de 16 ans lors de sa sortie en France.

## Distribution
- Alexandra Daddario : Allison Miller
- Michael Biehn :  Jonathan Miller
- John Savage : Ted
- Valentina de Angelis : Melissa
- Peyton List : Wendy Miller
- Nolan Gerard Funk : William
- Spencer List : Martin Bristol
- Brett Rickaby : Graham Sutter
- Ashley Wolf :  Katherine Bristol
- Katryn Meyle : Karen Miller
- Jamie Farrell : l'aide soignante
- Andrea Havens : Agatha
- Greg Wood : le professeur
- Chase Pechacek : Martin à 6 ans
- Shannon Lambert Ryan : Lucy
- Miriam A. Hyman : la serveuse
- Lynn Mastio Ryce : la prof de gym